# Qazaly Aūdany
Qazaly Aūdany är ett distrikt i Kazakstan.   Det ligger i oblystet Qyzylorda, i den centrala delen av landet, 1 000 km sydväst om huvudstaden Astana.